# 타인티엔
타인티엔(Thánh Thiên, 10년 ~ 43년)은 서기 40년부터 서기 43년까지 쯩 자매의 반란군에 가담했던 베트남인의 공주이자 여장군이다.

## 생애
현지 전설에 따르면 티엔은 오늘날 하이즈엉성 지방에서 태어났다. 그녀는 어린 시절부터 그무술을 선보였으며 소정이라고 불리는 후한 현에 대한 반란을 일으켰다. 그녀의 반란은 현대 도시인 박장 인근의 롱비엔 마을을 중심으로 이루어졌으며 그녀는 작업장과 군사 기반 시설 건설을 감독했다. 티엔의 반란군은 한나라를 상대로 성공적인 승리를 경험했으며 이후 쯩 자매가 후한에 대항하기 위해 반란군을 소집한다는 소식을 듣자 그녀는 병사들을 모아 쯩 자매의 반란군에 합류하였다. 서기 40년 봄, 쯩 자매의 반란군이 여러 중국인 정착지를 점령하자 티엔은 공주로 책봉되었고 합포군을 다스리는 장군의 지위를 부여받았다.
서기 42년에 후한에서 마원이 이끄는 토벌군을 베트남에 투입하면서 쯩 자매에 대한 반격을 시작하였다. 티엔과 그녀의 군대는 수적으로 우세한 후한군으로부터 합포를 방어했다. 합포 전투에서 마원은 티엔을 상대로 여러 차례 공격을 시작했지만 격퇴되었고 티엔의 반격으로 결국 마장으로 후퇴해야 했다. 그러나 쯩 자매는 후한의 공격으로 토벌되었으며, 티엔은 쯩 자매를 돕기 위해 그녀의 군대를 남쪽으로 데려오려고 시도했지만 쯩 자매는 이미 서기 42년 2월에 사망한 상태였다. 이후 티엔 역시 낫득강에서 후한군에게 패배하였으며, 포로가 되지 않기 위해 자살을 택하였다.

## 유산
타인티엔은 사후 베트남 전설의 일부가 되었으며, 장군으로서의 그녀의 공적과 기술을 찬양하는 여러 편의 시들이 작성되었다. 오늘날 그녀의 탄생일인 2월 12일에 고향인 응옥람에서 사원과 축제가 열리는 등 존경을 받고 있다. 박장시에는 그녀의 이름을 딴 거리도 있다.

### 메모
1. 1 2  Thanh, 35.
2. 1 2  Thanh, 36.
3. ↑  Quýnh, 87.
4. ↑  Quýnh, 88.
5. ↑  Nga, Nguyen. “Danh tướng Thánh Thiên Công chúa, chức Bình Ngô Đại tướng quân”. 《Tran tin du lich》 (베트남어). 2022년 5월 1일에 확인함.
6. ↑  Can, Nguyen (2016년 10월 29일). “Tài quân sự của Thánh Thiên công chúa”. 《Bac Giang》 (베트남어). 2022년 5월 1일에 확인함.

### 서지
- Thanh, Cao Tự (2011). 《Phụ nữ Việt nam trong lịch sử》 [Vietnamese Women in History] (베트남어) 1. Nhà Xuất bản Phụ Nữ.
- Quýnh, Trương Hữu; Doãn, Phan Đại; Minh, Nguyễn Cảnh (2007). 《Đại cương lịch sử Việt Nam》 [General History of Vietnam] (베트남어) 1. Nhà Xuất bản Giáo dục.